# Farley Granger
Farley Granger (1. juli 1925 i San Jose, Californien, USA – 27. marts 2011 i New York City, New York, USA) var en amerikansk skuespiller.
Han fik sin debut i Lewis Milestones The North Star (Nordstjernen, 1943), og fik succes i samme instruktørs The Purple Heart (De kom ikke tilbage, 1944). Han har ofte spillet unge mænd på et skråplan, som den ene af morderne i Hitchcocks Rope (Rebet, 1948) og ungdomsforbryderen i They Live by Night (De lever om natten, 1948). Han havde betydelige roller i Hitchcocks Strangers on a Train (Farligt møde, 1951) og Luchino Viscontis Senso (Sansernes rus, 1954). Han har siden spillet teater og været aktiv på fjernsyn.